# East Providence
East Providence is een plaats (city) in de Amerikaanse staat Rhode Island, en valt bestuurlijk gezien onder Providence County.

## Demografie
Bij de volkstelling in 2000 werd het aantal inwoners vastgesteld op 48.688. In 2006 is het aantal inwoners door het United States Census Bureau geschat op 49.123, een stijging van 435 (0,9%).

## Geografie
Volgens het United States Census Bureau beslaat de plaats een oppervlakte van 43,0 km², waarvan 34,7 km² land en 8,3 km² water. East Providence ligt op ongeveer 33 m boven zeeniveau.

## Plaatsen in de nabije omgeving
De onderstaande figuur toont nabijgelegen plaatsen in een straal van 12 km rond East Providence.